# Potoki, Semič
Potoki este o localitate din comuna Semič, Slovenia, cu o populație de 17 locuitori.